# 1958年の南海ホークス
1958年の南海ホークスでは、1958年の南海ホークスの動向をまとめる。
この年の南海ホークスは、鶴岡一人監督の13年目のシーズンである（当時は山本一人）。

## 概要
立教大学の先輩である大沢啓二（のちの日本ハム監督）の誘いで杉浦忠が入団したこの年、チームは2年間優勝から遠ざかったうっぷんを晴らすべく前年まで2連覇の西鉄に11.5ゲーム差を付けるなど、8月までは順調に首位を走り、3年ぶりの優勝は目前だった。しかし、杉浦に疲れが見え始めた9月以降はチームも成績が急降下。杉浦の負担を軽くできる投手は皆川睦雄を除けば不調で、さらにBクラスチームへの取りこぼしもあり、最終的に西鉄の3連覇を許して2位に終わった。シーズン終了後、鶴岡監督は夫人の実家である山本家から籍を抜き、登録名も本名の鶴岡一人に復した。対戦成績は西鉄に11勝13敗2分と健闘したものの、西鉄が復調した8月以降はわずか2勝しかできなかった。それ以外では東映と最下位の近鉄に大きく勝ち越したが、例年得意だった阪急に13勝12敗1分と苦戦し、9月21日の26回戦に勝ってようやく勝ち越しを決めた。

## チーム成績

### レギュラーシーズン
| 1 | 遊 | 広瀬叔功   |
| 2 | 右 | 杉山光平   |
| 3 | 中 | 長谷川繁雄 |
| 4 | 捕 | 野村克也   |
| 5 | 二 | 岡本伊三美 |
| 6 | 一 | 寺田陽介   |
| 7 | 三 | 森下正夫   |
| 8 | 左 | 穴吹義雄   |
| 9 | 投 | 杉浦忠     |

| 順位 | 4月終了時 | 4月終了時 | 5月終了時 | 5月終了時 | 6月終了時 | 6月終了時 | 7月終了時 | 7月終了時 | 8月終了時 | 8月終了時 | 最終成績 | 最終成績 |
| ---- | --------- | --------- | --------- | --------- | --------- | --------- | --------- | --------- | --------- | --------- | -------- | -------- |
| 1位  | 南海      | --        | 南海      | --        | 南海      | --        | 南海      | --        | 南海      | --        | 西鉄     | --       |
| 2位  | 西鉄      | 1.0       | 西鉄      | 3.5       | 阪急      | 5.5       | 阪急      | 6.5       | 阪急      | 3.0       | 南海     | 1.0      |
| 3位  | 東映      | 3.0       | 阪急      | 4.0       | 西鉄      | 6.5       | 西鉄      | 10.5      | 西鉄      | 3.0       | 阪急     | 4.5      |
| 4位  | 大毎      | 5.0       | 大毎      | 4.5       | 大毎      | 9.5       | 大毎      | 12.5      | 大毎      | 13.5      | 大毎     | 16.0     |
| 5位  | 阪急      | 7.5       | 東映      | 7.5       | 東映      | 12.5      | 東映      | 17.0      | 東映      | 14.0      | 東映     | 22.0     |
| 6位  | 近鉄      | 10.5      | 近鉄      | 19.5      | 近鉄      | 29.0      | 近鉄      | 37.5      | 近鉄      | 38.5      | 近鉄     | 49.5     |

| 順位 | 球団               | 勝 | 敗 | 分 | 勝率 | 差   |
| 1位  | 西鉄ライオンズ     | 78 | 47 | 5  | .624 | 優勝 |
| 2位  | 南海ホークス       | 77 | 48 | 5  | .616 | 1.0  |
| 3位  | 阪急ブレーブス     | 73 | 51 | 6  | .589 | 4.5  |
| 4位  | 毎日大映オリオンズ | 62 | 63 | 5  | .496 | 16.0 |
| 5位  | 東映フライヤーズ   | 57 | 70 | 3  | .449 | 22.0 |
| 6位  | 近鉄パールス       | 29 | 97 | 4  | .230 | 49.5 |

## オールスターゲーム1958
| コーチ     | 山本一人 |            |          |
| ファン投票 | 杉浦忠   | 野村克也   | 杉山光平 |
| 監督推薦   | 広瀬叔功 | 長谷川繁雄 |          |

## できごと
- 4月5日 - 東映フライヤーズ戦、杉山光平が二出川延明球審の判定に抗議し、暴言を吐いたため退場処分。開幕戦の退場は史上初。

## 表彰選手
| リーグ・リーダー | リーグ・リーダー |
| 選手名           | タイトル         |
| ---------------- | ---------------- |
| 杉浦忠           | 新人王           |

| ベストナイン | ベストナイン | ベストナイン |
| 選手名       | ポジション   | 回数         |
| ------------ | ------------ | ------------ |
| 野村克也     | 捕手         | 3年連続3度目 |
| 杉山光平     | 外野手       | 2年ぶり2度目 |